# Julian Green
Julian Wesley Green (født 6. juni 1995 i Tampa, Florida, USA) er en amerikansk/tysk fodboldspiller, der spiller som kantspiller for den tyske fodboldklub Greuther Fürth, udlejet fra VfB Stuttgart, samt for USA's landshold.

## Klubkarriere

### Bayern München
Green skiftede til Bayern München i 2009 fra SG Hausham som ungdomsspiller. Han spillede permanent for Bayern Münchens ungdomshold, indtil han i 2013 blev rykket op på senior truppen. 
I november 2013 skrev Green under på sin første professionelle kontrakt, som først udløber i 2017.
Hans debut for klubben faldt den 27. november 2013 i en Champions League gruppespils-kamp imod CSKA Moskva, hvor han erstattede Mario Götze. Green var også at finde i Bayerns VM for klubhold trup i 2013. Her erstattede Green i sidste øjeblik en skadet Arjen Robben.

## Landshold
Green spiller for det amerikanske landshold, som han repræsenterede ved VM i 2014 i Brasilien.  
Green optrådte også for Tysklands U16, U17 og U19 landshold samt for USA's U18 landshold.

## Personlige liv
Julian Green er født i Tampa, Florida som ligger i USA, men er opvokset i Tyskland. Dette resultere i, at han som sagt kan spille for både det amerikanske landshold og det tyske landshold.